# Ketzer Records
Ketzer Records ist ein 1999 gegründetes deutsches Musiklabel. Es ist auf extreme Spielarten von Heavy Metal spezialisiert. Der wesentliche Teil der veröffentlichten Bands stammt aus Deutschland, mit Gruppen wie beispielsweise Sólstafir (Island) und Grave Desecrator (Brasilien) befinden sich aber auch sogenannte „Exoten“ im Repertoire.

## Rezeption
Die Plattenfirma wird in der Szene als „Undergroundlabel“ angesehen, dem auch Etiketten wie „großartiges Underground Label“ (von Allvaters Zorn) oder „Ulmer Kultlabel“ (in einer Rezension zu „L’aube Glacée“ von Bahrrecht) angeheftet werden.
Gründer und Inhaber Alexander Hehnle gilt dabei als „Die-Hard-Fan“, von dem Bands sagen, dass er sehr viel für sie mache (so z. B. Trollech), bzw. ein freundschaftliches Verhältnis pflege (so z. B. Creature).

## Veröffentlichungen (Auswahl)
- 1999: Impending Doom – Impending Doom
- 2001: Grabnebelfürsten – Von Schemen und Trugbildern
- 2002: Sólstafir – Black Death
- 2002: Wurzelgeister (Kompilation, u. a. mit Nagelfar, Nocte Obducta und Paysage D’Hiver)
- 2003: Allvaters Zorn – Erbe Verpflichtet
- 2005: Sadiztik Impaler – Sadiztik Syonan-To Supremacy
- 2006: Cirith Gorgor / Mor Dagor – Demonic Incarnation / Memento Mori (Split-EP)
- 2007: Cirith Gorgor – Cirith Gorgor
- 2009: Slartibartfass – Funkenfeuer
- 2010: Grave Desecrator – Insult
- 2013: Creature – Helioskron
- 2013: Grabnebelfürsten – Pro-Depressiva
- 2017: Wömit Angel – Impaling Force of Satan